# Eulophia eustachya
Eulophia eustachya là một loài thực vật có hoa trong họ Lan. Loài này được (Rchb.f.) Geerinck mô tả khoa học đầu tiên năm 1988.